# Walter Hendricks
Pour les articles homonymes, voir Hendricks.
Walter Hendricks (9 février 1897-17 juin 1982) est un homme politique canadien de la Colombie-Britannique. Il est député provincial libéral de la circonscription britanno-colombienne de Nelson-Creston de 1949 à 1952 en tant que membre de la coalition.

## Biographie
Né à Mullan en Idaho, Hendricks travaille comme vendeur de voitures de marque Ford et de Monarch (en). Il œuvre aussi comme président de la chambre de commerce de Nelson, ainsi que président du club Kiwanis de Nelson. Il sert outremer lors de la Première Guerre mondiale.
Hendricks meurt à Richmond en juin 1982 à l'âge de 85 ans.